# Jucun
Jucun (kinesiska: 举村, 举村乡) är en socken i Kina. Den ligger i provinsen Zhejiang, i den östra delen av landet, omkring 210 kilometer sydväst om provinshuvudstaden Hangzhou. Antalet invånare är 2086. Befolkningen består av 938 kvinnor och 1 148 män. Barn under 15 år utgör 13,0 %, vuxna 15-64 år 63 %, och äldre över 65 år 22,0 %. Jucun ligger vid sjön Hunanzhen Shuiku.
Genomsnittlig årsnederbörd är 2 542 millimeter. Den regnigaste månaden är juni, med i genomsnitt 518 mm nederbörd, och den torraste är oktober, med 41 mm nederbörd.